# Munro (alpinismo)

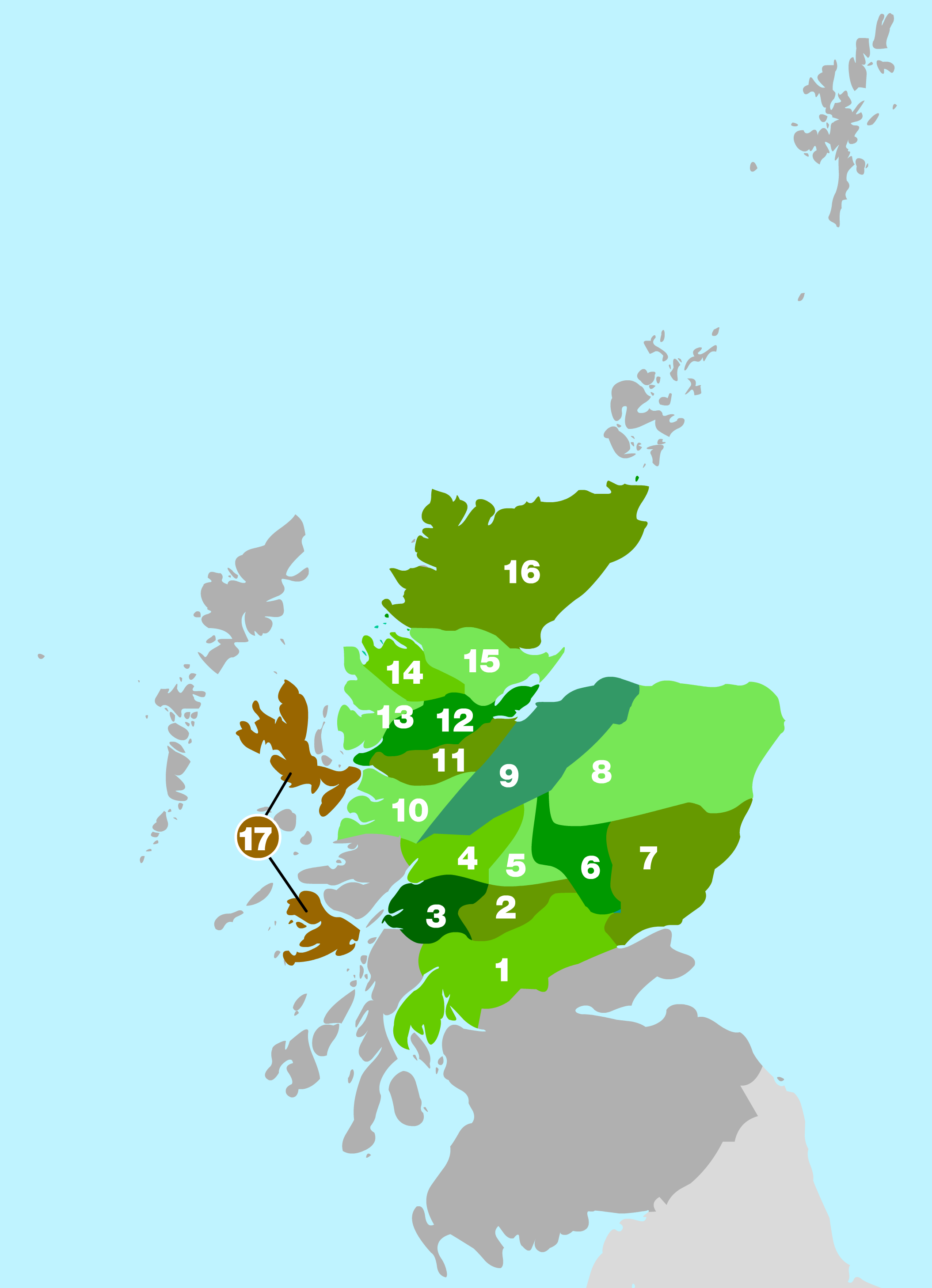
Suddivisione della Scozia usata nelle Munro's Tables

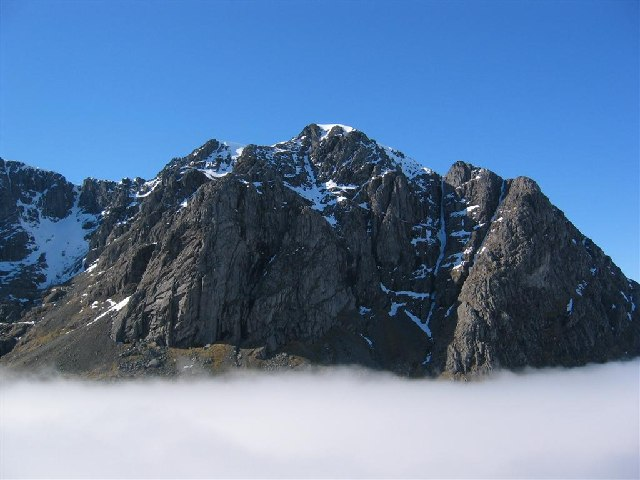
Il Ben Nevis, il più alto dei munros

Munro (pron.: [mʌnˈrəʊ]; plur.: munros) è una denominazione, usata soprattutto in alpinismo, data alle montagne della Scozia con altezza superiore ai 3.000 piedi (ovvero 914,4 m), talvolta estesa anche alle altre montagne del Regno Unito.

## Storia
Il termine è da ricondurre a Sir Hugh Munro (1856–1919), alpinista che per primo stilò una lista di queste montagne, lista intitolata Munro's Tables (1891).
Le montagne della Scozia classificate come munros sono 283 o 284.
Il munro più elevato è il Ben Nevis, che con i suoi 1.344 metri (4.409 piedi) di altezza, è non solo la montagna più alta della Scozia, ma anche dell'intero Regno Unito. I munros più "bassi" sono invece il Ben Vane e il Beinn Teallach.
Una persona che abbia completato l'ascesa di tutti i munro viene chiamata Munroist. Nel dicembre 2014 erano stati censiti più di 5600 munroist.